# Ashleigh Blackwell
Ashleigh Blackwell es una deportista sudafricana que compite en triatlón. Ganó una medalla de bronce en el Campeonato Africano de Triatlón de 2019.

## Palmarés internacional
| Campeonato Africano | Campeonato Africano  | Campeonato Africano | Campeonato Africano |
| Año                 | Lugar                | Medalla             | Prueba              |
| ------------------- | -------------------- | ------------------- | ------------------- |
| 2019                | Shandrani (Mauricio) | Medalla de bronce   | Individual          |